# エドワルド・ゴメス国際空港
- エドワルド・ゴメス国際空港
- エドゥアルド・ゴメス国際空港

エドワルド・ゴメス国際空港（エドワルド・ゴメスこくさいくうこう、葡: Aeroporto Internacional de Manaus – Eduardo Gomes, 英: Manaus International Airport – Eduardo Gomes）は、ブラジルのマナウスにある空港である。マナウス国際空港とも呼ばれる。ブラジル北部の主要な国際空港で、貨物輸送ではグアルーリョス国際空港、ヴィラコッポス国際空港に続いて国内3位である。

## 名称
空港名は、ブラジルの軍人・政治家であったエア・マーシャル・エドワルド・ゴメス（1896年 - 1981年）にちなんで名付けられた。Eduardo Gomesの日本語表記ゆれとして、エドゥアルド・ゴメス国際空港と呼ばれることもある。当初はマナウス・スーパーソニック空港と名付けられる予定だったが、1973年12月に現在の正式名称に決定された。

## 歴史

### 開港
1976年にポンタ・ペラダ空港に代わるマナウスの新しい国際空港として開港した。ポンタ・ペラダ空港はその後、マナウス空軍基地と名前を変え、もっぱら軍事作戦を行う空港となった 。 
空港の建設は1972年に始まり、1976年3月31日にクルゼイロ航空がボーイング727-100による最初の国内線運航を開始した。当時はブラジルで最も近代的な空港で、ボーディング・ブリッジで搭乗する最初の空港であった。

### 拡張工事

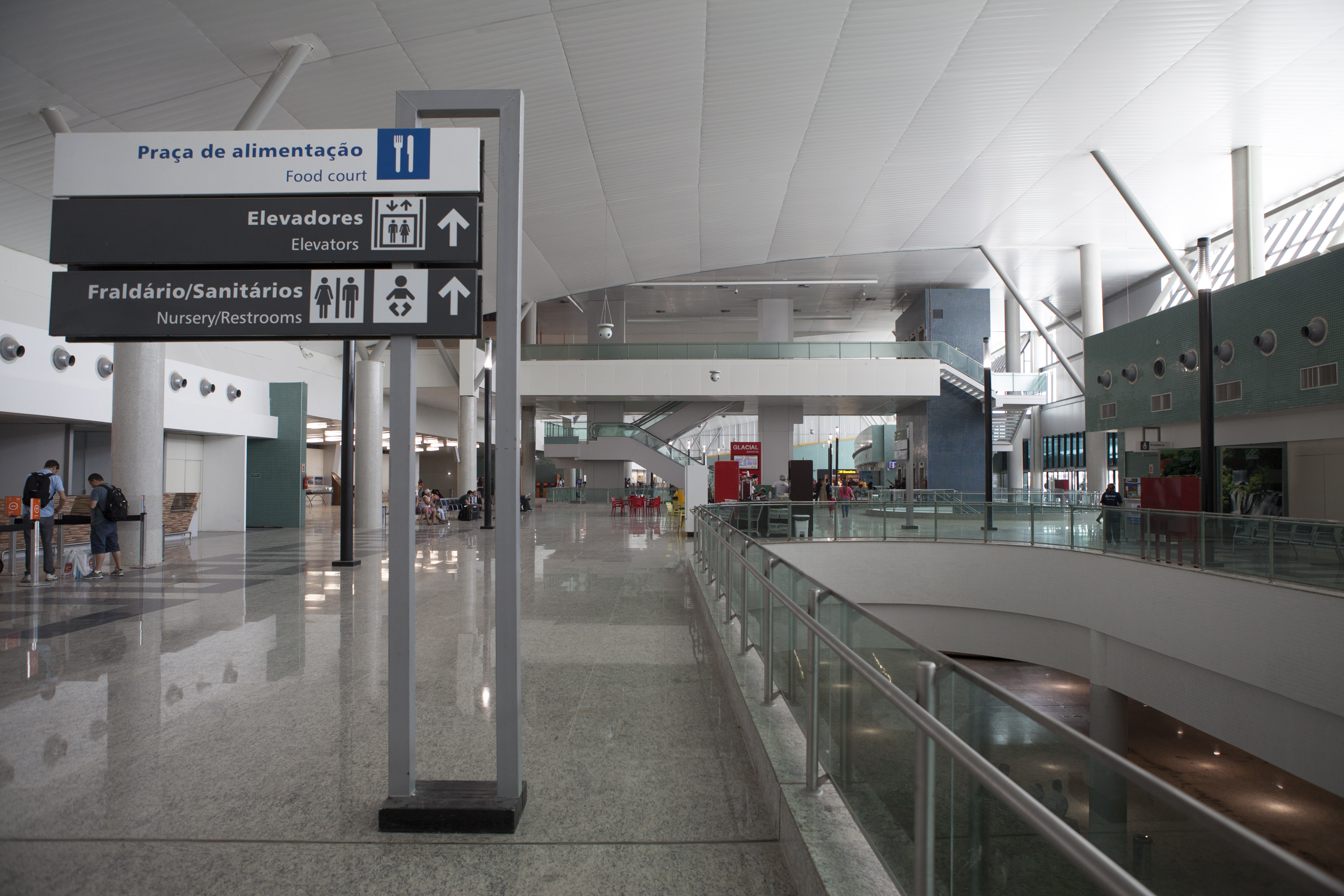
第1旅客ターミナル

ブラジルで開催された2014 FIFAワールドカップでは、マナウスも開催地の1つであった。そのため、2009年8月31日、ブラジルの国営空港管理会社Infraeroは、3億ドル以上をかけた空港の拡張計画を発表した。その投資内容は以下の通りであった。 
- エプロンと既存滑走路の拡大
- 第2滑走路の建設
- 旅客ターミナルの拡大と改修

これらの改修はワールドカップには間に合わなかったが、その開催期間中、工事が空港業務を妨害するようなことはなかった。

## 施設
空港には2つの旅客ターミナルビルがある。第1旅客ターミナルは国内線と国際線を担当し、1985年3月12日にオープンした第2旅客ターミナルは一般航空と地域輸送便を担当する。さらに3つの貨物ターミナルを有しており、それぞれ1976年、1980年および2004年にオープンした。その総面積は4万9千平方メートルに及び、1万2千トン/月まで処理できる。第1、第2貨物ターミナルは輸出用、第3貨物ターミナルは輸入用である。   

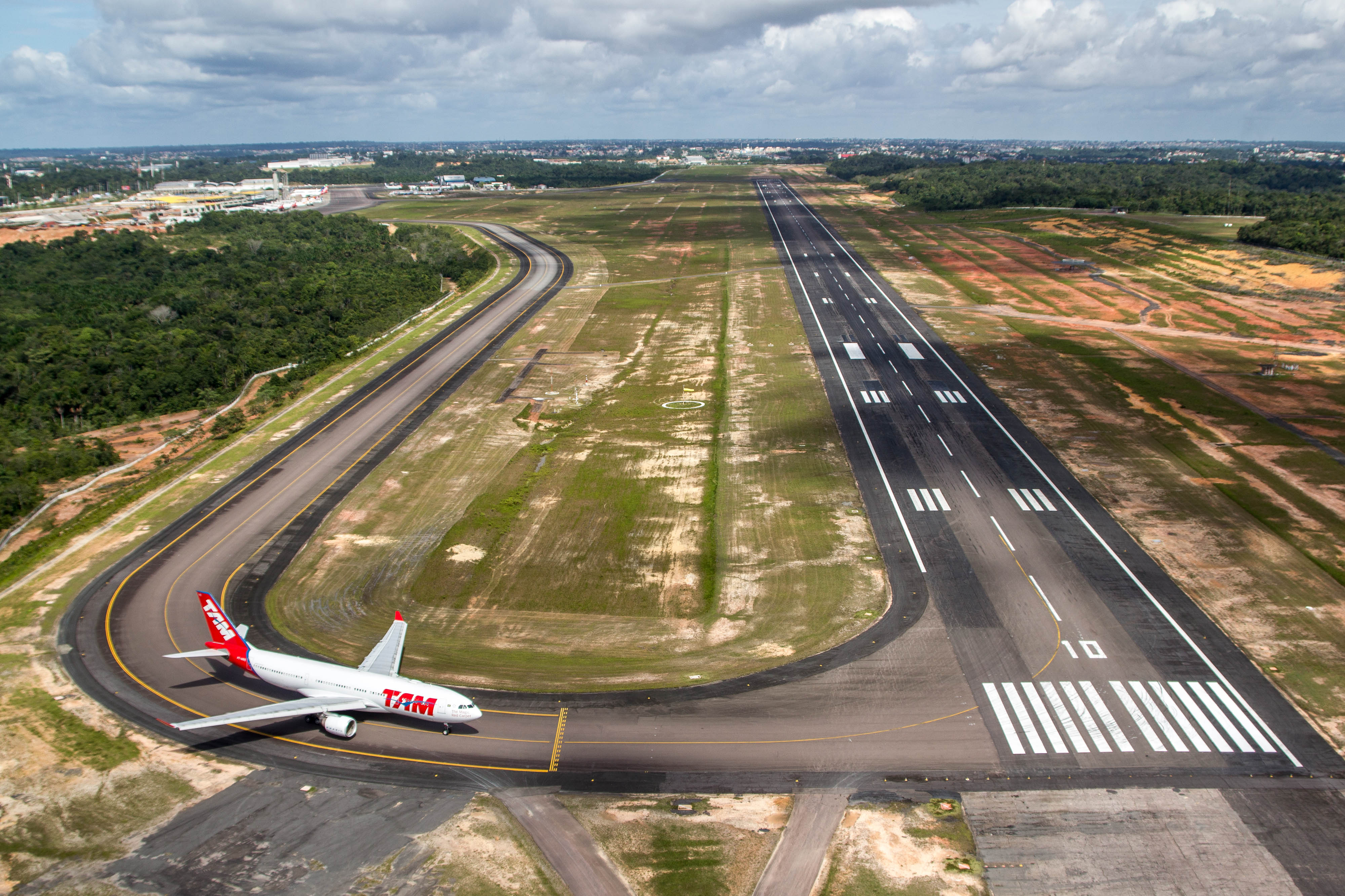
エドワルド・ゴメス国際空港の10番滑走路。背景はマナウス市内中心部

## 主な就航路線
- ベレン、ブラジリア、カンピーナス、フォルタレザ、レシフェ、リオデジャネイロ/ガレオン、サンパウロ/グアルーリョス、パナマシティ

## 事故
- 2004年3月14日、サンパウロ・デ・オリベンサ発テフェー経由マナウス行のリコ・リンハス航空4815便がマナウスから33km離れた森の中に墜落し、乗客乗員33名が全員死亡した[7]。
- 2006年9月29日、リオデジャネイロ発ブラジリア経由マナウス行のゴル航空1907便がマットグロッソ州上空でエンブラエル・レガシー600と空中衝突し、乗客乗員154名が全員死亡した（ゴル航空1907便墜落事故）[8]。